# Carrer Sant Cristòfol, 13-19 (Olot)
El Carrer Sant Cristòfol, 13-19 és una obra barroca d'Olot (Garrotxa) protegida com a Bé Cultural d'Interès Local.

## Descripció
Edificis de dos o tres plantes amb una solana a la darrera planta, generalment amb arcs de mig punt o d'arc rebaixat. La construcció era basada en murs de pedra tosca sense treballar, amb cantonades, llindes i brancals de pedra simplement escairada. La planta baixa oferia portalades amb llindes de fusta o pedra, voltes de targes superiors o ulls de bou. L'acabat, arrebossat es pintava amb colors groguencs i vermellosos. Les canals de zenc tradicionals, així com algunes motllures i ornaments es troben a cases de construcció més tardana.